# Medicago talyschensis
Medicago talyschensis là một loài thực vật có hoa trong họ Đậu. Loài này được Latsch. miêu tả khoa học đầu tiên.